# Pseudochama saavedrai
Pseudochama saavedrai is een tweekleppigensoort uit de familie van de Chamidae. De wetenschappelijke naam van de soort is voor het eerst geldig gepubliceerd in 1946 door Hertlein & Strong.